# Panhard & Levassor Type X26

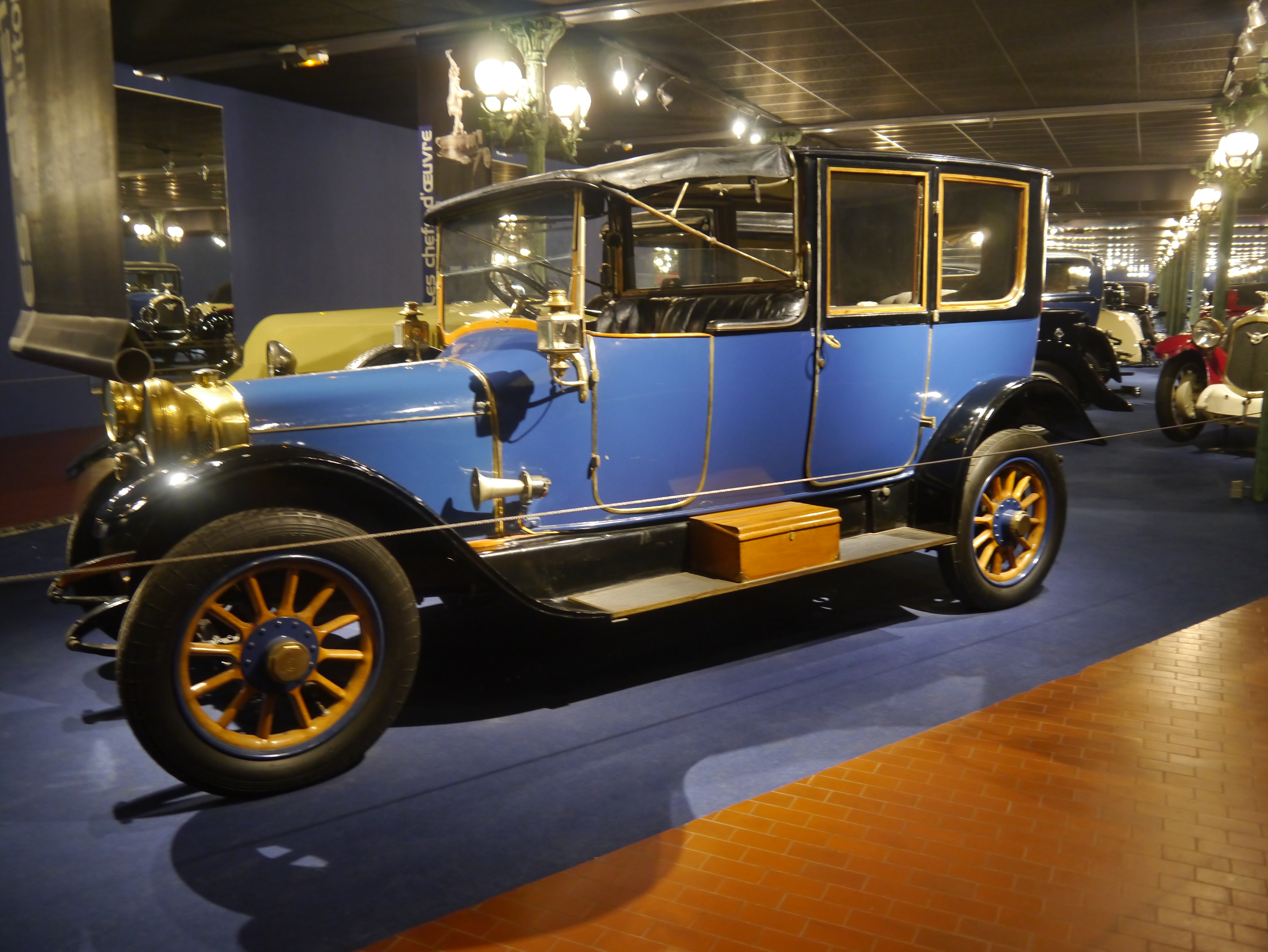
Eine Limousine in der Cité de l’Automobile

Der Panhard & Levassor Type X26 ist ein Pkw-Modell. Panhard & Levassor stellte es während und nach dem Ersten Weltkrieg in Frankreich her.

## Beschreibung
Die Fahrzeuge haben einen ventillosen Schiebermotor nach einer Lizenz von Charles Yale Knight. Im Motorcode „SK4E2“ steht das „K“ für Knight und die „4“ für die Anzahl der Zylinder.
Der Vierzylinder-Reihenmotor hat 85 mm Bohrung, 140 mm Hub und 3178 cm³ Hubraum. Er wurde auch 16 CV genannt. Besonderheit ist eine „Flector“ genannte Art der Kraftübertragung des Frontmotors zur Hinterachse, bei der elastische Gummielemente die üblichen Gelenke einer Kardanwelle ersetzen. Das Getriebe hat vier Gänge.
Der Radstand beträgt maximal 337 cm.
Bekannt sind die Karosseriebauformen Tourenwagen und Limousine.
Die Produktion lief von Dezember 1914 bis Dezember 1921. In den einzelnen Kalenderjahren wurden 1, 109, 359, 775, 441, 402, 1001 und 525 Fahrzeuge hergestellt. In Summe sind das 3613 Fahrzeuge, von denen 329 exportiert wurden.
Nachfolger wurde 1921 der Type X36.